# Julio Ángel Fernández
Pour les articles homonymes, voir Fernández.
Julio Ángel Fernández Alves (né à Montevideo, le 5 avril 1946) est un astronome et professeur uruguayen.

## Biographie
Fernández est diplômé en astronomie (1974) de l'Université de la République à Montevideo en Uruguay. Il a ensuite poursuivi ses études à l'Observatoire astronomique de Madrid en Espagne en 1979, puis à l'Institut Max-Planck d'astrophysique et à l'Institut Max-Planck de physique nucléaire en Allemagne (1980-1983), enfin à l'observatoire de Valongo, UFRJ, au Brésil (1984-1986). Fernández est membre du département d'astronomie de l'Université de la République à Montevideo. Il est également membre du PEDECIBA, (le programme pour le développement des sciences fondamentales en Uruguay), et de la Société uruguayenne d'astronomie. De 2005 à 2010, il a été le doyen de l'Université de la Faculté des sciences de l'Université de la République. 
Depuis 1987, il est professeur d'astronomie à la Faculté des sciences de Montevideo et travaille dans le domaine de la planétologie (petits corps du système solaire, en particulier les comètes, et leur rôle dans le processus de formation des planètes).
Il est l'auteur d'un travail très influent sur l'existence d'une ceinture d'objets célestes orbitant autour du Soleil au-delà de l'orbite de Neptune (et qui fut formellement identifiée quelques années plus tard sous le nom de Ceinture de Kuiper), et d'une autre étude sur la migration des planètes géantes au cours de leur formation par interactions gravitationnelles avec des objets mineurs (appelés planétésimaux) qui résident en grand nombre au sein de la nébuleuse solaire primitive. Il a été l'un des premiers auteurs d'études abordant le concept de migration planétaire, concept en vogue depuis.
Lors de la réunion de l'Union astronomique internationale à Prague en 2006, avec un autre astronome uruguayen Gonzalo Tancredi, il joua un rôle prépondérant dans la promotion d'une nouvelle définition de la notion de « planète » qui déboucha sur la rétrogradation de Pluton au rang de « planète naine ».
L'astéroïde (5996) Julioangel, découvert en 1983, a été nommé d'après lui.
En 2018, il reçoit le prix Gerard-P.-Kuiper.
Il est un chercheur actif du Système national des chercheurs de l'Uruguay.
Fernández est membre de l'Académie nationale des sciences des États-Unis.

## Ceinture de Kuiper
En 1980, dans son article sur l'existence d'une ceinture de comètes au-delà de Neptune, Fernández a suggéré que les comètes périodiques arrivent de façon trop récurrente dans le système solaire interne pour que seul l'existence du nuage de Oort puisse expliquer leur présence, et qu'ainsi une ceinture transneptunienne de comètes à environ 50 UA du Soleil expliquerait le phénomène observé. Des modèles informatiques développés ultérieurement par Martin Duncan, Tom Quinn et Scott Tremaine au Canada ont appuyé son point de vue, et conduit finalement à la découverte de la ceinture de Kuiper. De nombreux astronomes, y compris David Jewitt, qui a découvert la ceinture, pensent que Fernández mérite plus de crédits que quiconque, y compris Gerard Kuiper, dans la prédiction de son existence. Certains astronomes pensent même que la ceinture de Kuiper aurait dû s'appeler Ceinture de Fernández,. Fernández a par la suite publié de nombreux articles sur la population des objets transneptuniens.

## Définition du mot «planète»
En 2006, Fernández a été l'un des premiers militants à l'UAI pour la remise en question de la définition de « planète ». Comme alternative au premier projet de proposition de l'UAI, qui incluait Pluton, sa lune Charon et Cérès parmi les planètes, la définition proposée par Fernández réservait le terme « planète » uniquement aux objets du système solaire qui avaient nettoyé leur voisinage des autres corps, retenant le terme de planétoïde aux objets de forme sphérique qui n'avaient pas nettoyé leur voisinage. La définition finale de l'UAI intégra une grande partie de la proposition de Fernández, bien que ces objets furent baptisés « planètes naines » et non planétoïdes. C'est également au cours de ce séminaire que le mot « Plutoed » (en français « plutoné, plutonisé », pour rétrogradé) fut choisi comme « mot de l'année 2006 » par l'American Dialect Society.